# 王平 (1907年)
王平（1907年10月12日—1998年2月8日），原名王惟允，曾用名王明，湖北阳新人，中国人民解放军开國上將，中国共产党、中华人民共和国政治人物，原副国级领导人。
王平1926年在本乡参加组织农民协会，1930年参加中国工农红军，加入中國共產黨，任红三军团第三师教导大队政治委员、第六师十六团政治处主任，第四师十一团政治委员，參加過長征。到达陕北后，任红二十七军政治委员。抗日战争時期，任八路軍政治部组织部组织科科长、冀中军区政治委员、晋察冀军区第3军分区政治委员、冀晋军区政治委员兼政治部主任。第二次国共内战时期，任北岳军区司令员、察哈尔军区司令员。中华人民共和国成立后，历任中國人民志願軍第二十兵團政治委員，总参谋部动员部部长、志愿军政治委员、中国人民解放军军事学院政治委员。“文化大革命”时期遭迫害，此后起用为炮兵政治委员，武汉军区第一政治委员、总后勤部政治委员、中央军委副秘书长等职。

## 生平

### 早期革命生涯
王平生于湖北省阳新县三溪口镇大湖地村一个农民家庭。1926年在本乡参加组织农民协会，任乡农协委员和村农协负责人，组织群众开展革命活动。1930年5月，王平参加中国工农红军，同年9月加入中國共產黨，历任红三军团第八军一纵队战士，纵队宣传队副队长，机关枪连政治指导员，团党总支书记，师教导大队政治委员，参与进攻长沙的作战。1933年，红军整编后，任红三军团第3师第9团政治教导员，红4师第11团政治委员兼政治处主任，參加历次反围剿战争。
1934年10月，王平参加長征。曾在突破国军第二道封锁线时，奉命于汝城以南带领11团为全军开辟通路，并参加了夺占娄山关、攻克遵义、坚守老鸭山等战斗。1935年11月起，任红一军团第四师政治部副主任兼组织科长，先后参加直罗镇战役和东征战役。1936年6月入红军大学学习，12月任红二十七军政治委员，与军长贺晋年指挥部队肃清延安以南地区土匪武装。

### 抗日战争时期
抗戰爆发后，王平任八路軍政治部组织部组织科科长。1937年9月，王平调任中共晋察冀临时省委军事部部长，随罗荣桓赴冀西地区发动群众，组织地方武装。10月，兼任阜平县县长、抗日义勇军第二路总指挥部总指挥。1937年11月，晋察冀军区组建后，王平任晋察冀军区第三军分区政治委员兼政治部主任，指挥部队参加反“八路围攻”作战。1938年8月，王平调任八路军第三纵队冀中军区政治委员，与吕正操率部参加粉碎日军对冀中的战役围攻，进一步扩大冀中根据地。
1939年9月，王平任晋察冀军区第3军分区政治委员，与司令员黄永胜率部参与百团大战。1942年9月，王平兼第3分区地委书记，指挥部队粉碎日军对北岳中心区的多次扫荡。1943年秋，在阜平县城东北之神仙山地区，以1个团兵力牵制、迷惑日军，同时指挥主力在外线打击日军，粉碎日军围攻晋察冀边区领导机关和后方保障单位的企图，受到军区通令嘉奖。1944年10月，王平出任冀晋军区政治委员兼政治部主任和冀晋区党委书记。1945年5月，与司令员赵尔陆率部进军雁门关，发起雁北战役。1945年8月，指挥冀晋军区部队参与对日反攻，一度攻入石家庄。

### 第二次国共内战时期
第二次国共内战时期，续任冀晋军区政治委员。1947年11月，王平担任北岳军区第二政治委员兼一纵队政治委员。率部参加保北、清风店、石家庄等战役。1948年春在察南绥东战役中，指挥左翼兵团攻占丰镇、和林格尔等15座县城。5月改任北岳军区司令员兼中共绥东工作委员会书记。同年秋率部参加察绥战役，后回师攻占张北，参加平津战役。1949年1月，任察哈尔军区司令员，指挥部队迫使大同国军放下武器。
曾任陈王（陈正湘、王平）兵团政委，华北军大政委。

### 中华人民共和国成立后
中华人民共和国成立后，1950年10月，王平任察哈尔省第一副主席兼省公安厅厅长、察哈尔省委常委，组织部队肃清察哈尔境内土匪，领导肃反并进行土地改革运动。1951年4月，任华北军区副参谋长兼干部管理部部长。1953年5月，王平参加朝鲜战争，任中國人民志願軍第二十兵團政治委員兼政治部主任，与司令员杨勇指挥所部进行夏季反击作战和金城战役。1955年3月，王平任总参谋部动员部部长，参与主持制定了国务院《关于地方各级国家行政机关兵役委员会的组织和任务的规定》，主持拟制了《兵役工作条例》、《动员工作条例》等文件草案。同年9月，王平被授予中国人民解放军上将军衔，获一级八一勋章、一级独立自由勋章、一级解放勋章。
1957年2月，王平再次入朝，9月任志愿军副政治委员兼政治部主任，10月任中国人民志愿军政治委员，主持了志愿军最后三批的撤军工作。1959年2月，王平任位于南京的中国人民解放军军事学院政治委员，党委第一书记，培养大批中国人民解放军将领。1965年，到安徽六安参加四清。文化大革命时期，王平遭迫害，1967年始被关押五年。1975年，参加四届人大。4月，王平任军委炮兵政治委员，同年8月任武汉军区政治委员，1977年9月任武汉军区第一政治委员。1977年12月，任总后勤部政治委员。他同张震在军内率先表态支持真理标准大讨论。1978年12月16日，中共军事学院委员会发文为其平反。1979年11月，王平任中央军委副秘书长。1980年1月，任中央军委常务委员，分管军委办公厅工作，仍兼任总后勤部政委。1982年9月当选中共中央顾问委员会常委。1985年3月，王平退出军队领导岗位。
王平是全國人民代表大會2至5屆代表，第5屆全國人民代表大會常務委員會委員，第二、三届国防委员会委员，中共第十一屆中央委員，中國共產黨中央顧問委員會常務委員會委員。1998年2月8日在北京逝世。

## 荣誉

### 外国勋章奖章
- 一级国旗勋章（朝鲜，1958年10月24日于平壤颁发[18]）

## 家庭
王平夫人范景新，1939年1月在河北阜平结婚；时任阜平妇救会主任，其妹范景明嫁中将王宗槐、小妹范景阳嫁少将易耀彩。
二人共有七个子女，儿子范晓光，曾任成都军区副司令员，2005年晋升为中国人民解放军中将。